# Tunes (stacja kolejowa)
Tunes (port: Estação Ferroviária de Tunes) – stacja kolejowa w Tunes, w gminie Silves, w dystrykcie Faro, w Portugalii. Znajduje się na Linha do Algarve. Została otwarta w 1889. Stacja posiada kasy biletowe, toaletę, poczekalnię, bar i jest przystosowana do obsługi osób niepełnosprawnych.